# Kupferblum
Markus Kupferblum (Viena, 12 de junio de 1964) es un director de teatro y de ópera austriaco, autor y payaso. Habiendo fundado la compañía de teatro y ópera «Totales Theater» en Viena, él es especialista en Commedia dell'arte y teatro de máscaras.
Markus Kupferblum ha dirigido y mostrado producciones en Francia, Austria, Alemania, Inglaterra, España, Bélgica, Estados Unidos, Korea, Armenia, Líbano, Israel, Rusia, Lituania, Luxemburgo, Suiza, e Italia.
Ganó el «1. Prix de l'Humour» en el Avignon Festival en 1993 y se conoce por su trabajo cruzando las fronteras entre los géneros de ópera, circo, teatro y película.
En 2007 recibió el premio «Nestroy Award» para la mejor producción de teatro periférico de habla alemana por su obra «La Dido Abandonada».
Enseña en la Universidad de Viena y en el Max Reinhardt Seminar.